# Минихова гора
Минихова — гора на Среднем Урале, в посёлке городского типа Верх-Нейвинском Невьянского района Свердловской области России.

## География
Минихова гора расположена южнее центральной части посёлка Верх-Нейвинского, приблизительно в полукилометре к юго-востоку от центральной площади Революции. Рядом с вершиной горы начинается меридионально вытянутая улица Ленина, которая проходит через центр посёлка, близ основных зданий и учреждений, и соединяет центр с северной частью Верх-Нейвинского. На гору ведут поселковые улицы Просвещения, Карла Либкнехта, Бажова и Советская.
Вместе с Сухой горой Минихова образует две основные и самые высокие вершины посёлка, основная часть которого лежит в их межгорье. Тем не менее Минихова гора уступает Сухой по высоте — 305 метров против 339,4 метра над уровнем моря. С горы открывается прекрасный вид на посёлок, Верх-Нейвинский пруд и Привокзальный район соседнего города Новоуральска.
На горе растёт берёзовый лес, однако в сравнении с соседней Сухой горой Минихова в большей степени застроена: всего в 50-70 метрах от вершины расположены жилые дома, огороды и гаражи. Вершина горы слегка сплюснута. На ней встречаются небольшие выходы гранитных пород Верх-Исетского гранитного массива. Минихову гору венчает вышка сотовой связи. На вершине горы также расположен обелиск памяти С. Г. Белова, в честь которого Минихову гору нередко называют горой Белова. Немного южнее вершины горы расположены два крупных подземных резервуара воды цилиндрической формы, ныне не используемых.
К югу, западу и востоку от вершины Миниховой горы, на её склонах и предгорьях, расположена малоэтажная жилая застройка. Южный склон горы постепенно переходит в следующую за ней Слюдяную гору, которая образует Слюдный (Слюдяной) мыс на Верх-Нейвинском пруду. К северу от Миниховой горы расположена мало- и многоэтажная застройка с расположенными среди неё магазинами, а к северо-востоку — больничный городок при Верх-Нейвинской городской поликлинике.

## История
Минихова гора упоминается ещё в 1759 году, когда демидовский приказчик Григорий Махотин после многолетних поисков предложил окончательное место строительства Верх-Нейвинского завода и плотины между Трубной, Сухой и Минихиной горами.
Во время Гражданской войны в посёлке неоднократно сменялась власть. Отбивая посёлок от ранее установленной здесь советской власти 25 августа 1918 года, войска Белой армии арестовали несколько большевиков. Утром 26 августа на Миниховой горе был застрелен командир местного красногвардейского отряда Семён Григорьевич Белов. На месте его расстрела установлен обелиск.